# Sardinella marquesensis
Sardinella marquesensis és una espècie de peix de la família dels clupeids i de l'ordre dels clupeïformes.

## Morfologia
- Els mascles poden assolir 16 cm de llargària total.[4][5]

## Hàbitat
És un peix marí, pelàgic i de clima tropical (24°N-19°S, 164°W-141°W) que es troba fins als 50 m de fondària.

## Distribució geogràfica
És un endemisme de les Illes Marqueses i ha estat introduït a les Illes Hawaii.

## Costums
Forma bancs a les aigües costaneres.

## Observacions
És emprat com a esquer per a pescar tonyines.